# Grande Prêmio da Itália de 1962
Resultados do Grande Prêmio da Itália de Fórmula 1 realizado em Monza em 16 de setembro de 1962. Sétima etapa do campeonato, foi vencido pelo britânico Graham Hill, que subiu ao pódio junto a Richie Ginther numa dobradinha da BRM, com Bruce McLaren em terceiro pela Cooper-Climax.

## Classificação da prova
| Pos. | Nº | Piloto                  | Construtor      | Voltas | Tempo/Diferença  | Grid | Pontos |
| ---- | -- | ----------------------- | --------------- | ------ | ---------------- | ---- | ------ |
| 1    | 14 | Graham Hill             | BRM             | 86     | 2:29:08.4        | 2    | 9      |
| 2    | 12 | Richie Ginther          | BRM             | 86     | + 29.8           | 3    | 6      |
| 3    | 28 | Bruce McLaren           | Cooper-Climax   | 86     | + 57.8           | 4    | 4      |
| 4    | 8  | Willy Mairesse          | Ferrari         | 86     | + 58.2           | 10   | 3      |
| 5    | 2  | Giancarlo Baghetti      | Ferrari         | 86     | + 1:31.3         | 18   | 2      |
| 6    | 18 | Jo Bonnier              | Porsche         | 85     | + 1 volta        | 9    | 1      |
| 7    | 30 | Tony Maggs              | Cooper-Climax   | 85     | + 1 volta        | 12   |        |
| 8    | 6  | Lorenzo Bandini         | Ferrari         | 84     | + 2 voltas       | 17   |        |
| 9    | 24 | Nino Vaccarella         | Lotus-Climax    | 84     | + 2 voltas       | 14   |        |
| 10   | 32 | Carel Godin de Beaufort | Porsche         | 81     | + 5 voltas       | 20   |        |
| 11   | 10 | Phil Hill               | Ferrari         | 81     | + 5 voltas       | 15   |        |
| 12   | 38 | Masten Gregory          | Lotus-BRM       | 77     | + 9 voltas       | 6    |        |
| 13   | 16 | Dan Gurney              | Porsche         | 66     | Diferencial      | 7    |        |
| 14   | 4  | Ricardo Rodríguez       | Ferrari         | 63     | Ignição          | 11   |        |
| Ret  | 40 | Innes Ireland           | Lotus-Climax    | 45     | Suspensão        | 5    |        |
| Ret  | 46 | John Surtees            | Lola-Climax     | 42     | Motor            | 8    |        |
| Ret  | 44 | Roy Salvadori           | Lola-Climax     | 41     | Motor            | 13   |        |
| Ret  | 22 | Trevor Taylor           | Lotus-Climax    | 25     | Câmbio           | 16   |        |
| Ret  | 48 | Tony Settember          | Emeryson-Climax | 18     | Motor            | 21   |        |
| Ret  | 36 | Maurice Trintignant     | Lotus-Climax    | 17     | Pane elétrica    | 19   |        |
| Ret  | 20 | Jim Clark               | Lotus-Climax    | 12     | Câmbio           | 1    |        |
| DNQ  | 60 | Tony Shelly             | Lotus-BRM       |        |                  |      |        |
| DNQ  | 56 | Keith Greene            | Gilby-BRM       |        |                  |      |        |
| DNQ  | 52 | Gerry Ashmore           | Lotus-Climax    |        |                  |      |        |
| DNQ  | 62 | Ian Burgess             | Cooper-Climax   |        |                  |      |        |
| DNQ  | 42 | Jo Siffert              | Lotus-BRM       |        |                  |      |        |
| DNQ  | 54 | Ernesto Prinoth         | Lotus-Climax    |        |                  |      |        |
| DNQ  | 50 | Roberto Lippi           | De Tomaso-Osca  |        |                  |      |        |
| DNQ  | 26 | Jay Chamberlain         | Lotus-Climax    |        |                  |      |        |
| DNQ  | 34 | Nasif Estefano          | De Tomaso       |        |                  |      |        |
| WD   | 58 | Kurt Kuhnke             | Lotus-Borgward  |        | Carro inconcluso |      |        |

## Tabela do campeonato após a corrida
|   | Pos. | Piloto        | Pontos  |
| - | ---- | ------------- | ------- |
|   | 1    | Graham Hill   | 36 (37) |
| 2 | 2    | Bruce McLaren | 22      |
| 1 | 3    | Jim Clark     | 21      |
| 1 | 4    | John Surtees  | 19      |
|   | 5    | Phil Hill     | 14      |

|   | Pos. | Construtor    | Pontos  |
| - | ---- | ------------- | ------- |
|   | 1    | BRM           | 37 (41) |
|   | 2    | Lotus-Climax  | 27      |
|   | 3    | Cooper-Climax | 25 (27) |
|   | 4    | Lola-Climax   | 19      |
| 1 | 5    | Ferrari       | 18      |

- Nota: Somente as primeiras cinco posições estão listadas. Apenas os cinco melhores resultados, dentre pilotos ou equipes, eram computados visando o título. Neste ponto esclarecemos: conforme o site oficial da Fórmula 1, a partir de 1962 seriam atribuídos nove pontos tanto para o piloto quanto à equipe vencedora e na tabela dos construtores figurava somente o melhor colocado dentre os carros de um time.